# Cantonul Épinal-Ouest
Cantonul Épinal-Ouest este un canton din arondismentul Épinal, departamentul Vosges, regiunea Lorena, Franța.

## Comune
- Chantraine
- Chaumousey
- Darnieulles
- Domèvre-sur-Avière
- Dommartin-aux-Bois
- Épinal (parțial, reședință)
- Fomerey
- Les Forges
- Girancourt
- Golbey
- Renauvoid
- Sanchey
- Uxegney